# ماريو كاماتشو
ماريو كاماتشو (بالإسبانية: Mario Camacho)‏ (7 أغسطس 1983 بألاخويلا في كوستاريكا - ) هو مدرب كرة قدم ولاعب كرة قدم كوستاريكي في مركز الهجوم. شارك مع منتخب كوستاريكا لكرة القدم. أما مع النوادي، فقد لعب مع نادي ألاجولينسي وA.D. Carmelita ‏ وسانتوس دي جوابيلز ‏ وA.D. Municipal Osa ‏ وBelén F.C. ‏ ونادي هيريديانو ونادي بونتاريناس.

## روابط خارجية
- ماريو كاماتشو على موقع قاعدة بيانات كرة القدم.إي يو (الإنجليزية)
- ماريو كاماتشو على موقع ناشيونال فوتبول تيمز (الإنجليزية)